# Terry County
Terry County je okres ve státě Texas v USA. K roku 2010 zde žilo 12 651 obyvatel. Správním městem okresu je Brownfield. Celková rozloha okresu činí 2 308 km².